# フレーバーウォーター
フレーバーウォーター(Flavored water)とは、果物や野菜、ハーブ、スパイスなどを少量加えて風味をつけた飲料。ニアウォーターともいう。

## 概要
見た目は水やミネラルウォーターと同様に無色透明である。一般的に、コーラ、ジュースなどの他の清涼飲料水に比べ味付けは薄く、後味がすっきりしている。日本ではミネラルウォーターと同一ブランドを使っているフレーバーウォーターが多いため、ミネラルウォーターと間違えて購入してしまう事例も多々ある。
日本ではニアウォーターとして、1995年頃から流行し始めとものではないかといわれることもしばしばあり、1996年に日本たばこ産業（JT）『桃の天然水』の発売で一大ヒット。キリンビバレッジ『サプリ』『力水』・サントリー『ビタミンウォーター』・ハウス食品『PURE-INドリンク』など各社がこれに追従して、ブームとなった。
フレーバーウォーターとしては2014年4月の『南アルプスの天然水＆朝摘みオレンジ』（透明なオレンジジュース）の発売がきっかけで、その派生商品で2015年4月発売の『南アルプスの天然水＆ヨーグリーナ』（ヨーグルト風味のミネラルウォーター）の大ヒットをきっかけに、再びブームが起きた。
2010年代からはこまめな水分補給の呼びかけなどで市場が拡大し、富士経済による2013年10月の報告によれば、発泡性商品を除く日本でのフレーバーウォーター市場は2011年の販売額が約236億円だったのに対し、2013年の販売見込み額は1.8倍の437億円に急成長し、2015年には534億円に達するとみられている。
家庭でも作ることが可能である。